# Pogonodaptus
Pogonodaptus es un  género de coleópteros adéfagos de la familia Carabidae.
Dos especies de distribución neotropical, una (P.  mexicanus) llega al Neártico.

## Especies
Estas especies pertenecen al género:
- Pogonodaptus mexicanus (Bates, 1878)
- Pogonodaptus rostratus Darlington, 1935